# Pease Township
Pease Township ist eines von 16 Townships des Belmont Countys im US-Bundesstaat Ohio. Nach der Volkszählung im Jahr 2000 waren hier 14.691 Einwohner registriert.

## Geografie
Pease Township liegt im äußersten Nordosten des Belmont Countys im Osten von Ohio, grenzt im Osten an den Ohio River, der an dieser Stelle Ohio von West Virginia trennt, und grenzt im Uhrzeigersinn an die Townships: Warren Township im Jefferson County, Pultney Township, Richland Township, Colerain Township und Mount Pleasant Township (Jefferson County).

## Verwaltung
Das Township wird durch ein Board of Trustees, bestehend aus drei gewählten Mitgliedern, verwaltet. Zwei Personen werden jeweils im Jahr nach der Präsidentschaftswahl gewählt und eine jeweils im Jahr davor. Die Amtszeit dauert in der Regel vier Jahre und beginnt jeweils am 1. Januar. Daneben gibt es noch einen Township Clerk (Schriftführer), der ebenfalls im Jahr vor der Präsidentschaftswahl auf eine vierjährige Amtszeit gewählt wird. Dessen Amtszeit beginnt jeweils am 1. April.